# Trent's Last Case (1920)
Trent's Last Case é um filme mudo britânico de 1920, do gênero policial, dirigido por Richard Garrick e estrelado por Gregory Scott, Pauline Peters e Clive Brook. Foi uma adaptação do romance Trent's Last Case, de Edmund Clerihew Bentley. 

## Sinopse
Detetive Philip Trent investiga o misterioso assassinato pelo financista Sigsbee Matsubara.

## Elenco
- Gregory Scott - Philip Trent
- Pauline Peters - Mabel Manderson
- Clive Brook - John Marlow
- George Foley - Sigsbee Manderson
- Cameron Carr - inspetor Murch
- P.E. Hubbard - Nathaniel Cupples
- Richard Norton - Martin